# Guy Berryman
Guy Rupert Berryman (sinh 12 tháng 4 năm 1978) là một nhạc sĩ người Scotland, chơi nhiều loại nhạc cụ kiêm nhà sản xuất. Anh được biết đến là tay bass cho ban nhạc Coldplay và Apparatjik. Berryman thuận tay trái nhưng khi đánh bass anh lại dùng tay phải.

## Coldplay
Berryman dự định sẽ khởi nghiệp kỹ sư tại Đại học London (UCL). Nhưng sau đó anh đã bỏ sự nghiệp kỹ sư của mình để chuyển sang một chương trình kiến trúc bảy năm tại The Bartlett (khóa kiến trúc của UCL). Anh đã tiếp tục bở sự nghiệp kiến trúc của mình để tập trung vào việc chơi bass cho Coldplay. Trong khi các thành viên còn lại tiếp tục theo đuổi bằng cấp của riêng họ, Berryman lại chọn trở thành một người phục vụ tại một quán rượu địa phương tại London.
Trong Twisted logic Tour trong các chương trình biểu diễn cho album thứ ba của họ X&Y, Berryman đã rất tự nhiên chụp một bức hình chung với ban nhạc ở chế độ một lần và ném máy ảnh cho khán giả.